# Copa de Competencia (LAF)
A Copa de Competencia egy argentin labdarúgókupa volt, amelyet az argentin labdarúgó-szövetségből (AFA) 1931-ben kivált klubok által alapított Liga Argentina de Football (LAF) szervezett meg. A kupát 1932-ban alapították meg, az utolsó torna pedig 1933-ban került megrendezésre.
Mindkét tornán 18 első osztályban szereplő csapat vett részt. A kupa egy egyenes kieséses szakaszból állt, ahol a csapatok csak egy mérkőzést játszottak egymással. Ha a 90 perces játékidő végeztével a mérkőzés még nem dőlt el, akkor hosszabbítással döntötték el ki lesz a továbbjutó.

## Eredmények
| Szezon | Győztes     | Eredmény | Második          | Helyszín                                |
| ------ | ----------- | -------- | ---------------- | --------------------------------------- |
| 1932   | River Plate | 3–1      | Estudiantes (LP) | Estadio Gasómetro, Buenos Aires         |
| 1933   | Racing Club | 4–0      | San Lorenzo      | Estadio Chacarita Juniors, Buenos Aires |

## Fordítás
Ez a szócikk részben vagy egészben  a   Copa de Competencia (Liga Argentina) című angol Wikipédia-szócikk fordításán alapul.  Az eredeti cikk szerkesztőit annak laptörténete sorolja fel. Ez a jelzés csupán a megfogalmazás eredetét és a szerzői jogokat jelzi, nem szolgál a cikkben szereplő információk forrásmegjelöléseként.